# Das juristische Büro
Die Zeitschrift Das juristische Büro (JurBüro) ist eine juristische Fachzeitschrift für das (insbesondere anwaltliche) Kostenrecht und die Zwangsvollstreckung.
Sie erscheint seit 1950 in monatlicher Erscheinungsweise. Herausgeber ist der Luchterhand-Verlag Neuwied. Seit 1994 erscheint jährlich eine elektronische Version auf CD-ROM, die jeweils auch den Volltext mehrerer älterer Jahrgänge enthält.
In der Zeitschrift werden Abhandlungen zu verschiedenen Teilgebieten des Kostenrechtes sowie Rechtsprechung zu den Gebieten Rechtsanwaltsvergütungsgesetz, Bundesrechtsanwaltsgebührenordnung, Streitwert, Kostenfestsetzung, Gerichtskostengesetz, Kostenerstattung, Prozesskostenhilfe, Kostengesetze, Zivilprozessrecht, Zwangsvollstreckung, Betreuervergütung veröffentlicht.
Auf einzelne Artikel verweist man durch Angabe des Kürzels „JurBüro“, des Jahrgangs und der Seite. Bei Verweisen auf Gerichtsentscheidungen, die im JurBüro abgedruckt worden sind, wird zusätzlich das Gericht genannt.

## Weblink
- Website des JurBüro